# José Pacho
José Rodolfo Pacho (* 30. Januar 1996) ist ein ecuadorianischer Leichtathlet, der sich auf den Stabhochsprung spezialisiert hat.

## Sportliche Laufbahn
Erste internationale Erfahrungen sammelte José Pacho im Jahr 2013, als er bei den Jugendweltmeisterschaften in Donezk mit übersprungenen 4,70 m in der Qualifikationsrunde ausschied. Anschließend belegte er bei den Panamerikanischen Juniorenmeisterschaften in Medellín mit 4,80 m den vierten Platz und gewann dann bei den Juniorensüdamerikameisterschaften in Resistencia mit 4,70 m die Silbermedaille, ehe er bei den Juegos Bolivarianos in Trujillo mit 4,60 m auf Rang vier gelangte. Im Jahr darauf nahm er an den Südamerikaspielen in Santiago de Chile teil, brachte dort aber keinen gültigen Versuch zustande. Anschließend verpasste er bei den Juniorenweltmeisterschaften in Eugene mit 5,10 m den Finaleinzug und siegte dann mit 5,20 m bei den Ibero-Amerikanischen Meisterschaften in São Paulo. Daraufhin belegte er beim Panamerikanischen Sportfestival in Mexiko-Stadt mit 5,00 m den vierten Platz und siegte dann mit 5,10 m bei den U23-Südameriakmeisterschaften in Montevideo und belegte mit der ecuadorianischen 4-mal-100-Meter-Staffel mit 41,81 s den vierten Platz. 2015 siegte er bei den Juniorensüdamerikameisterschaften im heimischen Cuenca mit 5,15 m und wurde anschließend bei den Panamerikanischen Spielen in Toronto mit 5,00 m Sechster, ehe er bei den Panamerikanischen Juniorenmeisterschaften in Edmonton mit 5,35 m die Bronzemedaille gewann. Im Jahr darauf klassierte er sich bei den Ibero-Amerikanischen Meisterschaften in Rio de Janeiro mit 5,05 m auf dem vierten Platz und siegte anschließend mit 5,10 m bei den U23-Südamerikameisterschaften in Lima und wurde im Staffelbewerb mit 41,53 s erneut Vierter.
2017 sicherte er sich bei den Juegos Bolivarianos in Santa Marta mit übersprungenen 5,20 m die Silbermedaille hinter dem Kolumbianer Walter Viáfara. Im Jahr darauf belegte er bei den Ibero-Amerikanischen Meisterschaften in Trujillo mit 4,90 m den vierten Platz und erreichte dann auch bei den U23-Südamerikameisterschaften in Cuenca mit 5,00 m Rang vier. 2019 wurde er bei den Südamerikameisterschaften in Lima mit 5,21 m Vierter und gelangte dann bei den Panamerikanischen Spielen ebendort mit 5,41 m Rang sechs.